# Лхаса-апсо
Лхаса-апсо (анг. Lhasa apso) —  одна з найдавніших порід собак.

## Історія
Лхаса-апсо — порода собак, виведена в Тибеті. Монахи вважали Лхаса апсо талісманом, здатним попереджувати про наближення небезпеки . Лхаса — столиця Тибету, а «апсо» — слово, що означає тибетською мовою «бородатий». Відповідно, назву породи можливо перевести як — «бородатий собака із Тибету». Розводили Лхаса-апсо переважно у монастирях Тибету. На заході Лхаса-апсо з’явився у другій половині XIX ст., оскільки вивіз цих собак був забороненим.
Одними з перших європейців, що завезли цю породу собак до Європи, а саме на Британські острови, були Фредерік Маршман з дружиною Ірмою Бейлі.
Існує припущення що від Лхаса-апсо веде своє походження собака-хризантема Ші-тсу, що з’явилась лише у 17 ст. і зовні дуже нагадує породу Лхаса-апсо

## Стандарт
Стандарт МКФ №227 від 02.04.2004:
- Країна походження — Тибет, Китай; куратор — Велика Британія.
- Зовнішній вигляд: собака, довгошерстий, добре збалансований
- Характер: Веселий та впевнений у собі. Пильний, урівноважений, але недовірливий з чужими.

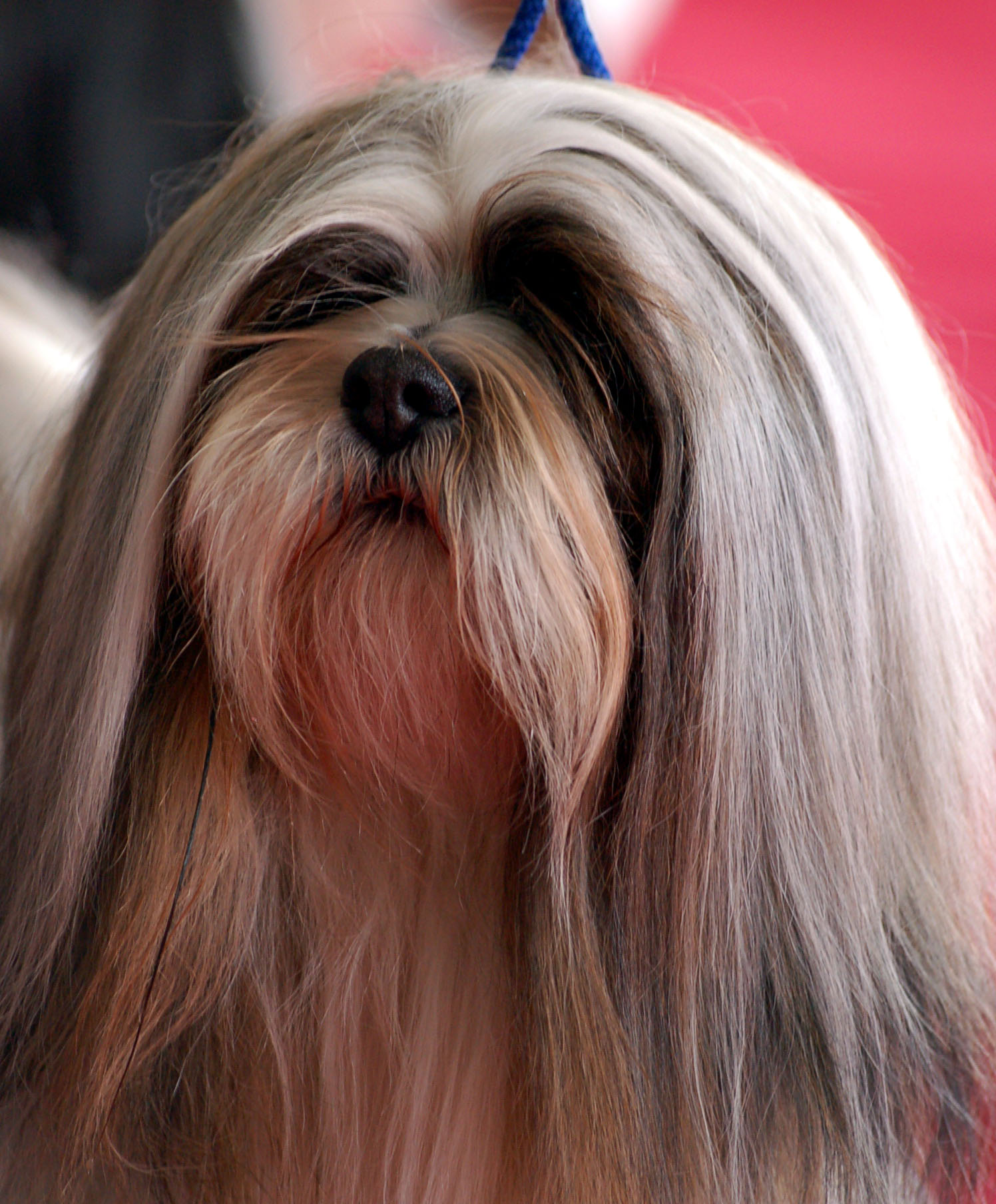

- Голова та череп: З розкішною об’ємною шерстю, що закриває очі, з довгими вусами та бородою. Череп досить вузький, плавно закруглений за очима. Морда пряма. Мочка носа чорна. Морда приблизно 4 см, але не квадратна; довжина від кінчика носа приблизно рівна 1/3 довжини голови (черепа)
- Очі: Темні. Середнього розміру, прямо посаджені, овальні, невеликі, але й не маленькі.
- Вуха: Висячі.
- Шия: Сильна та добре вигнута.
- Передні кінцівки: Лопатки криво поставлені. Передні ноги прямі, повністю покриті шерстю.
- Тіло: Довжина тіла більша ніж висота у холці. Спина: Пряма. Поперек: Сильний.
- Груди: Ребра добре вигнуті, направлені назад.
- Задні кінцівки: Добре розвинуті. Повністю покриті густою та довгою шерстю.
- Лапи: Округлі, з сильними подушечками. Повністю покриті шерстю.
- Рухи: Вільні та легкі.
- Хвіст: Високо поставлений, носиться закинутим на спину. Часто на кінчику хвоста є петля. Густо покритий довгою шерстю.

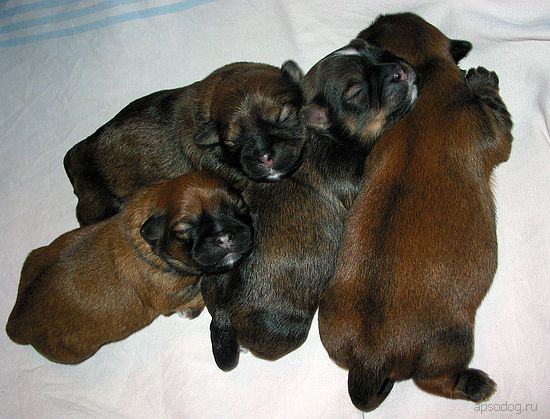
Цуценята Лхаса-апсо

- Шерсть: Прекрасна шерсть: довга, важка, пряма, не м’яка і не шовковиста. Підшерстя посереднє.
- Забарвлення: Золоте, пісочне, медове, темно-сіре з сивиною, синювато-сіре, сіре, чорне, біле або коричневе. Всі перераховані забарвлення підходять під стандарт породи.
- Розмір: Ідеальна висота: 25 см (10 дюймів) в холці для псів; суки трішки менші.